# Helmholtz-Gemeinschaft Deutscher Forschungszentren

Alternatives Logo

Die Helmholtz-Gemeinschaft Deutscher Forschungszentren e. V. (auch Hermann von Helmholtz-Gemeinschaft Deutscher Forschungszentren) ist die größte deutsche Organisation zur Förderung und Finanzierung der Forschung und mit über 46.000 Mitarbeitern sowie einem Budget von rund 6,3 Milliarden Euro (2023) eine der größten wissenschaftlichen Forschungsorganisationen der Welt.

## Überblick

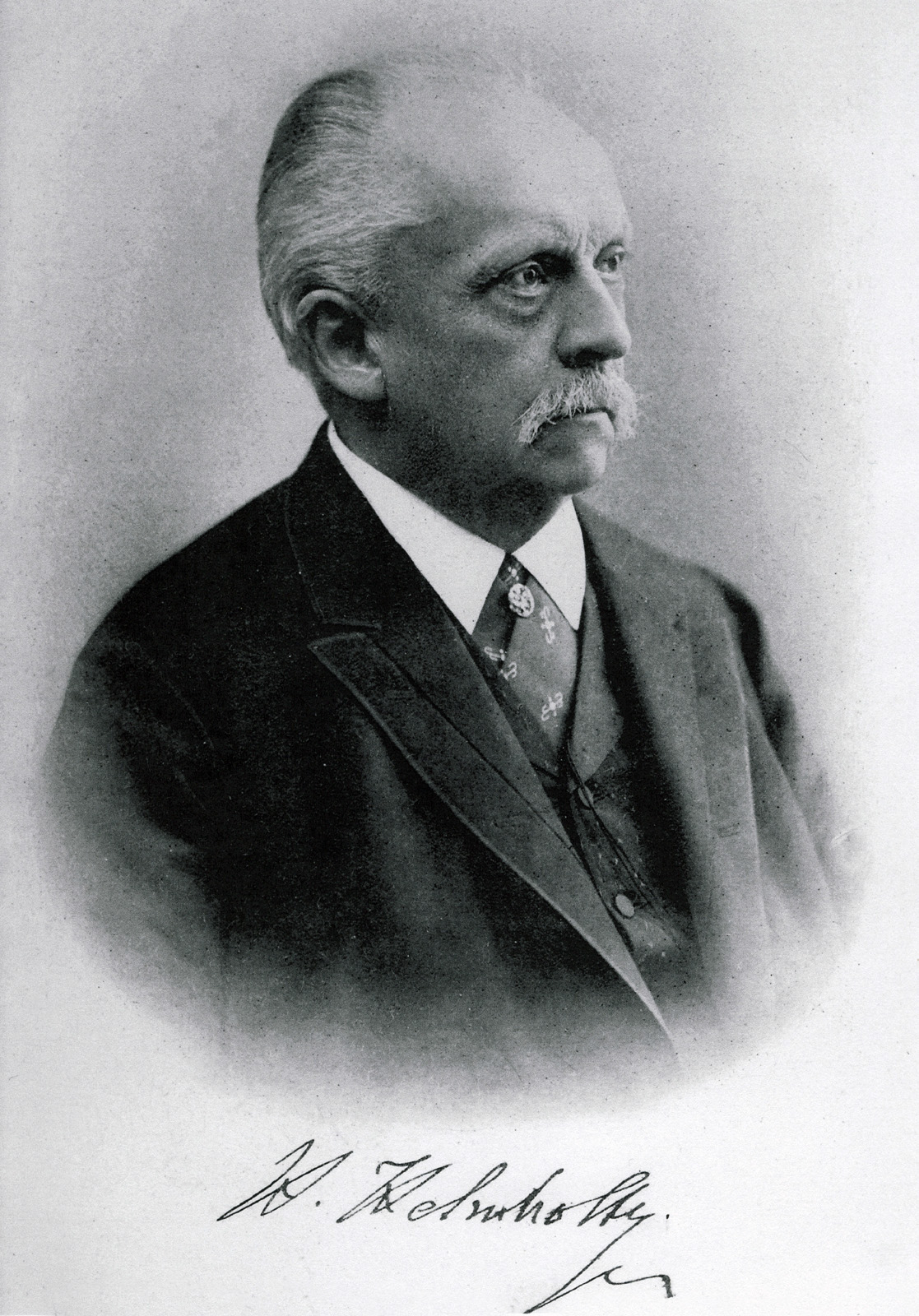
Namenspatron Hermann von Helmholtz (1894)

Die Helmholtz-Gemeinschaft ist ein Mitgliedsverbund aus 18 unabhängigen naturwissenschaftlich-technisch und biologisch-medizinisch ausgerichteten Forschungszentren mit zusammen 44.699 Beschäftigten. Davon sind knapp 16.600 bzw. über 37 Prozent Wissenschaftler, rund 6.300 Doktoranden (14,1 Prozent) und rund 1.340 Auszubildende (3,0 Prozent). Das Budget beträgt derzeit 5,96 Milliarden Euro, wobei sich die Grundfinanzierung auf 4,1 Milliarden Euro beläuft (Stand: 2022). Somit handelt es sich bei der Helmholtz-Gemeinschaft um die nach Mitarbeitern und Budget mit Abstand größte Wissenschaftsorganisation Deutschlands.  Erklärtes Ziel ist es, „große und drängende Fragen von Wissenschaft, Gesellschaft und Wirtschaft zu beantworten“.
Gut siebzig Prozent des Budgets werden im Rahmen der Grundfinanzierung durch die öffentliche Hand finanziert, während die restlichen knapp 30 Prozent von den Mitgliedern als Drittmittel eingeworben werden (Stand 2021). Die Grundfinanzierung wird zu 90 % vom Bund und zu 10 % von den Ländern getragen. Planungssicherheit durch kontinuierliche Etatsteigerungen ist mit dem Pakt für Forschung und Innovation gegeben.
Im Jahr 2021 erschienen 20.864 Publikationen in ISI- oder SCOPUS-zitierten Fachjournalen mit Beteiligung von Helmholtz-Wissenschaftlern. Dies stellt eine Steigerung gegenüber dem Vorjahr um 13 Prozent sowie eine Zunahme im Zeitraum von fünf Jahren um 36 Prozent dar. Im Veröffentlichungsranking des Nature-Verlages (Nature Index) belegt die Helmholtz-Gemeinschaft für das Jahr 2021 in der Kategorie „Erde und Umwelt“ auf globaler Ebene den zweiten Platz hinter der Chinesischen Akademie der Wissenschaften und befindet sich somit vor Institutionen wie dem CNRS (Platz 3), der ETH Zürich (Platz 5), der NASA (Platz 6), der Peking University (Platz 7), dem Caltech (Platz 8) und der University of California, San Diego (Platz 10). Über alle Wissenschaftsbereiche belegt die Helmholtz-Gemeinschaft auf globaler Ebene Platz 6 im Nature Index. Im Bereich Naturwissenschaften wird ebenfalls der globale 6. Platz in dem Ranking erreicht.
Die Helmholtz-Gemeinschaft stellt Helmholtz-internen und -externen Wissenschaftlern ihre Forschungsinfrastrukturen und Großgeräte zur Verfügung. 2020 wurden sie von rund 10.800 Gastwissenschaftlern aus der ganzen Welt genutzt. Beispiele hierfür sind die Synchrotronstrahlungsquelle PETRA III und der freie Elektronenlaser FLASH am DESY, die Synchrotronstrahlungsquelle BESSY II mit dem EMIL-Labor am Helmholtz-Zentrum Berlin (HZB), die Experimentierstationen für Neutronenstreuexperimente des Helmholtz-Zentrums Hereon und des Forschungszentrums Jülich (FZJ) am Forschungsreaktor vom MLZ in Garching, die Anlagen für Ionenstrahlexperimente an der GSI und am Helmholtz-Zentrum Dresden-Rossendorf (HZDR) der Elektronenbeschleuniger für Hochleistungs-Strahlenquellen ELBE sowie das Hochfeld-Magnetlabor Dresden (HLD), ferner das Energy Lab 2.0. des Karlsruher Instituts für Technologie (KIT), die Supercomputer am FZJ, die Erdbeobachtungssatelliten des Deutschen Zentrums für Luft- und Raumfahrt (DLR) sowie des GeoForschungsZentrums (GFZ) oder das Forschungsflugzeug HALO des DLR und zahlreiche Forschungsschiffe wie die vom Alfred-Wegener-Institut für Polar- und Meeresforschung (AWI) betriebene Polarstern usw.
Deutschlands größte Kohortenstudie, die NAKO Gesundheitsstudie ist ein gemeinsames interdisziplinäres Vorhaben von Wissenschaftlern aus der Helmholtz-Gemeinschaft, den Universitäten und der Leibniz-Gemeinschaft in Deutschland.
Die Helmholtz-Gemeinschaft hat 2003 die Berliner Erklärung über offenen Zugang zu wissenschaftlichem Wissen unterzeichnet und fördert die Entwicklung von Open Science seit 2005 durch das Helmholtz Open Science Office. Im Jahr 2022 wurde die Helmholtz Open Science Policy verabschiedet. In dieser positioniert sich die Helmholtz-Gemeinschaft zur offenen Wissenschaft in den Bereichen Open Access, Forschungsdatenmanagement und Forschungssoftware. Auch ist das Helmholtz Open Science Office am Betrieb von re3data, dem globalen Verzeichnis von Forschungsdatenrepositorien, beteiligt. In diesem Verzeichnis finden sich umfangreiche Informationen zur internationalen Forschungsdateninfrastruktur. Viele Helmholtz-Zentren sind an der Nationalen Forschungsdateninfrastruktur und an der European Open Science Cloud beteiligt.
Seit 1. September 2015 ist Otmar Wiestler Präsident der Helmholtz-Gemeinschaft. Er trat die Nachfolge von Jürgen Mlynek an, der von 2005 bis 2015 Helmholtz-Präsident war. Als Nachfolger wurde Martin Keller gewählt, der seinen Dienst zum 1. November 2025 antreten soll.  Von 2001 bis 2005 war Walter Kröll erster hauptamtlicher Präsident. Geschäftsführerin der Helmholtz-Gemeinschaft ist Franziska Broer.

## Gründung  und Geschichte der Helmholtz-Gemeinschaft
Grundstein der Wissenschaftsgemeinschaft war 1958 der „Arbeitsausschuss für Verwaltungs- und Betriebsfragen der deutschen Reaktorstationen“, gegründet von den Forschungszentren Karlsruhe (seit Oktober 2009 Karlsruher Institut für Technologie) und Jülich, der damaligen „Gesellschaft für Kernenergieverwertung in Schiffbau und Schifffahrt“ (heute Helmholtz-Zentrum Hereon) und von den Kernforschungsinstituten einiger Universitäten. In den folgenden Jahren kamen weitere Forschungszentren zu dem losen Verbund hinzu. 1970 entstand daraus die Arbeitsgemeinschaft der Großforschungseinrichtungen (AGF). 1995 bekam diese Arbeitsgemeinschaft ihren heutigen Namen: Helmholtz-Gemeinschaft Deutscher Forschungszentren, nach dem deutschen Physiologen und Physiker Hermann von Helmholtz. 2001 folgte schließlich die Umwandlung in einen eingetragenen Verein rechtlich selbständiger Mitglieder.

## Mitglieder

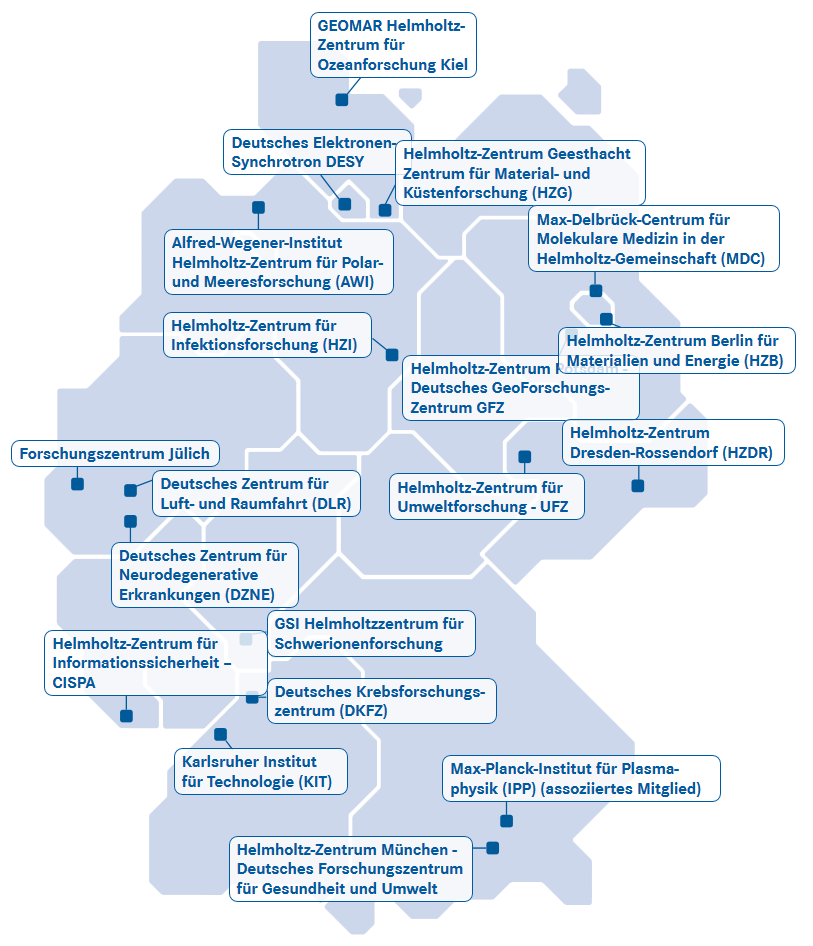
Lage der Helmholtz-Zentren in Deutschland

Mitglieder der Helmholtz-Gemeinschaft Deutscher Forschungszentren sind (in Reihenfolge der Akronyme):
- AWI, Alfred-Wegener-Institut, Helmholtz-Zentrum für Polar- und Meeresforschung, Bremerhaven
- CISPA, Helmholtz-Zentrum für Informationssicherheit, Saarbrücken
- DESY, Deutsches Elektronen-Synchrotron, Hamburg
- DKFZ, Deutsches Krebsforschungszentrum, Heidelberg
- DLR, Deutsches Zentrum für Luft- und Raumfahrt, Köln
- DZNE, Deutsches Zentrum für Neurodegenerative Erkrankungen e. V., Bonn
- FZJ, Forschungszentrum Jülich, Jülich
- GEOMAR, Helmholtz-Zentrum für Ozeanforschung Kiel, Kiel
- GFZ, Helmholtz-Zentrum für Geoforschung, Potsdam
- GSI, Helmholtzzentrum für Schwerionenforschung, Darmstadt
- Hereon, Helmholtz-Zentrum Hereon (bis 2021: HZG, Helmholtz-Zentrum Geesthacht – Zentrum für Material- und Küstenforschung)
- HMGU, Helmholtz-Zentrum München – Deutsches Forschungszentrum für Gesundheit und Umwelt, Neuherberg bei München
- HZB, Helmholtz-Zentrum Berlin für Materialien und Energie
- HZDR, Helmholtz-Zentrum Dresden-Rossendorf
- HZI, Helmholtz-Zentrum für Infektionsforschung, Braunschweig
- KIT, Karlsruher Institut für Technologie, Karlsruhe
- MDC, Max-Delbrück-Centrum für Molekulare Medizin in der Helmholtz-Gemeinschaft, Berlin-Buch
- UFZ, Helmholtz-Zentrum für Umweltforschung, Leipzig

## Helmholtz-Institute gemeinsam mit Universitäten
Helmholtz-Institute bezeichnen eine Partnerschaft zwischen einem Helmholtz-Zentrum und einer Universität. Das Helmholtz-Zentrum gründet dabei eine Außenstelle auf dem Campus der Universität. Die Helmholtz-Gemeinschaft fördert Helmholtz-Institute mit drei bis fünf Mio. Euro pro Jahr, die leitenden Wissenschaftler werden gemeinsam mit der Partneruniversität berufen. Aktuell gibt es die folgenden Helmholtz-Institute:
- Helmholtz-Institut Mainz: Kooperation zwischen der Johannes Gutenberg-Universität Mainz und dem GSI Helmholtzzentrum für Schwerionenforschung, als erstes Helmholtz-Institut im Juni 2009 gegründet. Das Institut hat sich der Erforschung der Struktur, Symmetrie und Stabilität von Materie und Antimaterie verschrieben.
- Helmholtz-Institut Jena: Gemeinsames Institut der Friedrich-Schiller-Universität in Jena und dem Deutschen Elektronen-Synchrotron sowie dem GSI Helmholtzzentrum für Schwerionenforschung, gegründet im Juni 2009. Das Institut bringt die Kompetenzen der Universität Jena auf dem Gebiet der Hochleistungs-Laserphysik mit der Expertise in der Beschleuniger-, Laser- und Röntgentechnologie bei DESY und GSI zusammen.
- Helmholtz-Institut für Pharmazeutische Forschung Saarland (HIPS): Gemeinsame Einrichtung der Universität des Saarlandes und des Helmholtz-Zentrum für Infektionsforschung, gegründet im August 2009. Am Helmholtz-Institut Saarbrücken sollen neue Wirkstoffe zur Bekämpfung von Infektionskrankheiten identifiziert und für die pharmazeutische Anwendung weiterentwickelt werden.
- Helmholtz-Institut Ulm: Kooperation der Universität Ulm und des Karlsruher Instituts für Technologie, gegründet im Januar 2011. Das Institut beschäftigt sich mit der Erforschung und Entwicklung von elektrochemischen Batteriekonzepten.
- Helmholtz-Institut Freiberg für Ressourcentechnologie: Gemeinsame Einrichtung der TU Bergakademie Freiberg und des Helmholtz-Zentrum Dresden-Rossendorf, gegründet im Sommer 2011. Das Institut hat das Ziel, innovative Technologien für die Wirtschaft zu entwickeln, um mineralische und metallhaltige Rohstoffe effizienter bereitzustellen und zu nutzen sowie umweltfreundlich zu recyceln.
- Helmholtz-Institut Erlangen-Nürnberg für Erneuerbare Energien: Kooperation zwischen der Friedrich-Alexander-Universität Erlangen-Nürnberg und dem Helmholtz-Zentrum Berlin für Materialien und Energie (HZB) sowie dem Forschungszentrum Jülich, gegründet im August 2013. Das Institut befasst sich mit der Erforschung druckbarer Photovoltaik und innovativen Methoden zur chemischen Energiespeicherung über Wasserstofftechnologien.
- Helmholtz-Institut Münster: Gemeinsames Institut der Westfälischen Wilhelms-Universität in Münster und der Rheinisch-Westfälischen Technischen Hochschule Aachen mit dem Forschungszentrum Jülich, gegründet im Juni 2014. Zentraler Forschungsgegenstand ist die Elektrochemie von Batterien und insbesondere das Elektrolyt als Medium für den Ionentransport und zentrale Komponente von Batterien.
- Im Oktober 2016 hat der Senat der Helmholtz-Gemeinschaft die Gründung von zwei weiteren Helmholtz-Instituten beschlossen:[20]
- Helmholtz-Institut für RNA-basierte Infektionsforschung in Würzburg, Kooperation der Julius-Maximilians-Universität Würzburg und dem Helmholtz-Zentrum für Infektionsforschung.
- Helmholtz-Institut für Funktionelle Marine Biodiversität in Oldenburg, Kooperation der Carl von Ossietzky Universität Oldenburg und dem Alfred-Wegener-Institut Helmholtz-Zentrum für Polar- und Meeresforschung.
- Helmholtz-Institut für Translationale Onkologie (HI-TRON Mainz): Im Februar 2019 in Mainz gegründet, arbeiten in ihm das Deutsche Krebsforschungszentrum und das Forschungsinstitut für Translationale Onkologie (Tron) der Mainzer Universitätsmedizin zusammen.[21]

## Programmstruktur
Die Arbeiten der Zentren werden in Programmen kategorisiert, die in sechs Forschungsbereiche eingeteilt sind. Pro Forschungsbereich ist angegeben, welche Mitgliedszentren der Helmholtz-Gemeinschaft beteiligt sind:
- Energie (DLR, KIT, FZJ, HZB, HZDR) Koordinator: Bernd Rech
  - Energy Efficiency, Materials and Resources
  - Renewable Energies
  - Storage and Cross-Linked Infrastructures
  - Future Information Technology (gemeinsam mit dem Bereich Information)
  - Technology, Innovation and Society (gemeinsam mit dem Bereich Information)
  - Nuclear Waste Management, Safety and Radiation Research
  - Nuclear Fusion
- Erde und Umwelt (AWI, FZJ, GEOMAR, KIT, HMGU, GFZ, Hereon, UFZ)[22]  Koordinatorin: Antje Boetius
  - Atmosphäre und Klima
  - Geosystem: Erde im Wandel
  - Marine-, Küsten- und Polare Systeme
  - Terrestrische Umwelt
  - Ozeane
- Gesundheit (DKFZ, DZNE, HMGU, HZI, HZDR, MDC) Koordinator: Matthias Tschöp
  - Krebsforschung
  - Herz-, Kreislauf- und Stoffwechselerkrankungen
  - Infektionsforschung
  - Erkrankungen des Nervensystems
  - Prävention und innovative Therapien
  - Gen-Umwelt-Einflüsse auf Volkskrankheiten
- Information (FZJ, KIT, Hereon, HZB) Koordinator: Astrid Lambrecht
  - Supercomputing & Big Data
  - Future Information Technology
  - Science and Technology of Nanosystems
  - Advanced Engineering Materials
  - BioSoft: Fundamentals for Future Technologies in the fields of Soft Matter and Life Sciences
  - Biointerfaces in Technology and Medicine
  - Decoding the Human Brain
  - Key Technologies for the Bioeconomy
  - Technology, Innovation and Society (gemeinsam mit dem Forschungsbereich Energie)
- Materie (DESY, FZJ, KIT, HZDR, Hereon, GSI, HZB) Koordinator: Helmut Dosch
  - Materie und das Universum
  - Von Materie zu Materialien und Leben
  - Materie und Technologien
- Luftfahrt, Raumfahrt und Verkehr (DLR) Koordinatorin: Anke Kaysser-Pyzalla
  - Luftfahrt
  - Raumfahrt
  - Verkehr

## Programmorientierte Förderung
Die Zusammenarbeit der Helmholtz-Zentren in diesen sechs Forschungsbereichen wird durch die Programmorientierte Förderung (POF) strukturiert, der forschungspolitische Vorgaben von Bund und Ländern zu Grunde liegen. Ein Gutachten des Wissenschaftsrates (WR) kommt zu dem Ergebnis, dass die Programmorientierte Förderung stärker an strategischen Themen ausgerichtet werden sollte. Durch eine systematische Öffnung für den Dialog mit gesellschaftlichen Akteuren könne die HGF dem Anspruch noch besser gerecht werden, Beiträge zur Lösung gesellschaftlicher Probleme zu leisten. Als Reaktion darauf bündelt der Helmholtz-Forschungsbereich Erde & Umwelt seit der PoF IV (2021) die Arbeit der sieben beteiligten Forschungszentren in einem einzigen Forschungsprogramm, „Changing Earth - Sustaining Our Future“, und hat die Synthese- und Kommunikationsplattform Helmholtz SynCom ins Leben gerufen. Helmholtz SynCom organisiert die enge Zusammenarbeit mit gesellschaftlichen Akteuren aus Politik und Wirtschaft und erzielt dadurch einen größeren gesellschaftlichen Impact der Forschung.

## Vergabe von Wissenschafts-Auszeichnungen
Seit 1999 vergibt die Helmholtz-Gemeinschaft gemeinsam mit dem Stifterverband für die Deutsche Wissenschaft den Erwin-Schrödinger-Preis für herausragende interdisziplinäre Forschung.
Seit 2013 verleiht die Helmholtz-Gemeinschaft in allen sechs Forschungsbereichen den Helmholtz-Doktorandenpreis. Dieser ist mit jeweils 5.000 Euro dotiert. Zusätzlich werden jedem Preisträger 12.000 Euro für einen Auslandsaufenthalt von bis zu sechs Monaten an einer internationalen Forschungseinrichtung freier Wahl zur Verfügung gestellt.

## Nobelpreise in der Helmholtz-Gemeinschaft
Nobelpreis für Medizin 2008

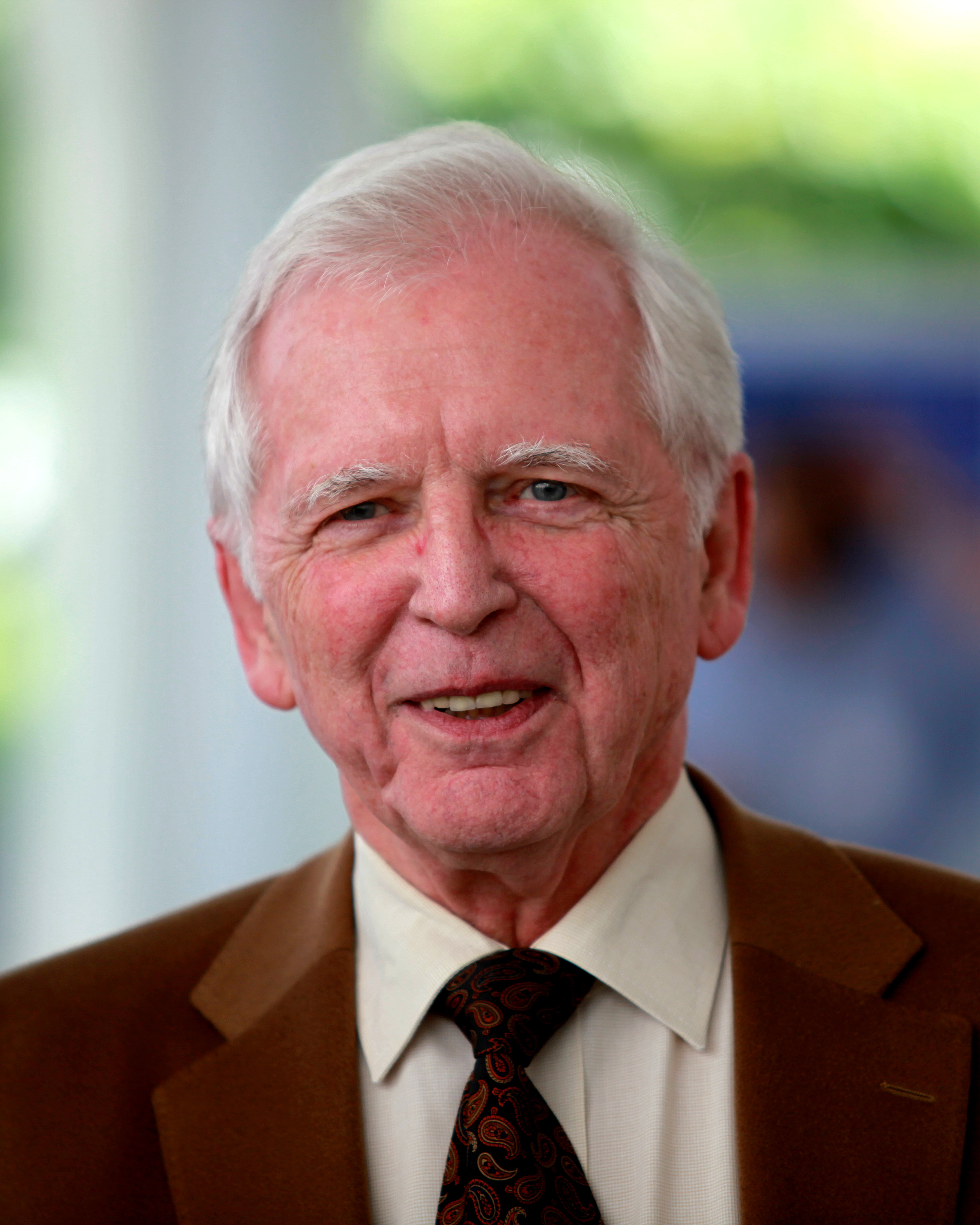
Harald zur Hausen

Harald zur Hausen wurde im Jahr 2008 mit dem Nobelpreis für Medizin ausgezeichnet. Zur Hausen hat am Deutschen Krebsforschungszentrum in der Helmholtz-Gemeinschaft untersucht, wie Gebärmutterhalskrebs durch Virusinfektionen ausgelöst wird. Seine Forschung hat es ermöglicht, einen Impfstoff gegen die dritthäufigste Krebserkrankung bei Frauen zu entwickeln. Zur Hausen erhielt die Hälfte des Nobelpreises, die andere Hälfte ging an Françoise Barré-Sinoussi und Luc Montagnier für die Entdeckung des HI-Virus, der die AIDS-Erkrankung auslöst.
Nobelpreis für Physik 2007

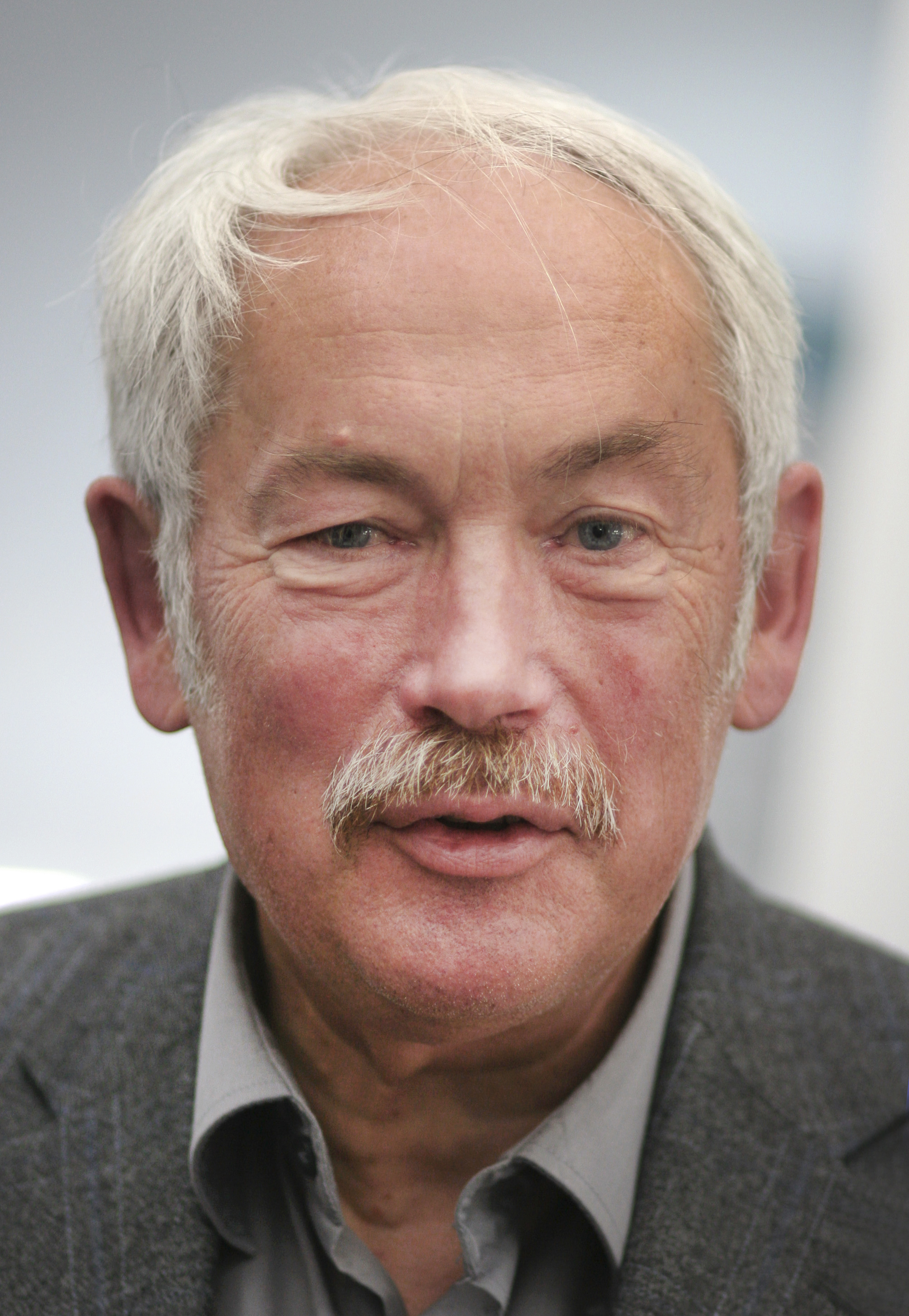
Peter Grünberg

Der Nobelpreis für Physik ging im Jahr 2007 an den Festkörperphysiker Peter Grünberg vom Helmholtz-Forschungszentrum in Jülich. Grünberg erhielt die Auszeichnung zusammen mit seinem französischen Kollegen Albert Fert (Universität Paris-Süd) für die Entdeckung des Riesen-Magnetwiderstands. Beide Wissenschaftler hatten diesen Effekt unabhängig voneinander im Jahr 1988 entdeckt.
Friedensnobelpreis 2007
Das Nobelpreiskomitee hat im Jahr 2007 das Intergovernmental Panel on Climate Change (IPCC) und Albert A. Gore mit dem Friedensnobelpreis ausgezeichnet. Die Forscher erhielten den Preis für ihre Anstrengungen, die Öffentlichkeit über die Ursachen des globalen Klimawandels zu informieren. Unter den über 2000 Wissenschaftlern, die am IPCC-Report mitgearbeitet haben, sind zahlreiche Wissenschaftler aus der Helmholtz-Gemeinschaft. Als koordinierender Hauptautor verantwortete Peter Lemke vom Alfred-Wegener-Institut für Polar- und Meeresforschung in Bremerhaven das Kapitel Beobachtete Änderungen in Schnee, Eis und Permafrost.

## Flüchtlingsinitiative der Helmholtz-Gemeinschaft
Die Helmholtz-Gemeinschaft startete im Dezember 2015 gemeinsam mit der Bundesagentur für Arbeit eine neue Initiative: Sie bietet Menschen, die aus ihrer Heimat flüchten mussten, einen Einstieg in eine wissenschaftliche oder wissenschaftsnahe Beschäftigung. Dies können Hospitationen, Praktika, Anstellungen oder Ausbildungs- und Studienplätze sein. Inzwischen hat sich durch die Initiative für rund 750 geflüchtete Menschen in einem der Helmholtz-Zentren eine neue Perspektive eröffnet, als Studierende, Praktikantinnen und Praktikanten, Auszubildende, Doktorandinnen und Doktoranden oder Angestellte (Stand: Februar 2019).

## Andere deutsche außeruniversitäre Forschungsorganisationen
- Deutsche Forschungsgemeinschaft
- Fraunhofer-Gesellschaft
- Leibniz-Gemeinschaft
- Max-Planck-Gesellschaft